# Tubulão
O tubulão é um tipo de fundação profunda de concreto. Porém, diferentemente da estaca que mantém sua dimensão ao longo de todo seu comprimento, no tubulão a base é alargada, isto é, o diâmetro da base é maior que o diâmetro do fuste. Deste modo, a maior parte de sua capacidade de carga provém do contato da base com o solo, enquanto que a estaca resiste aos esforços principalmente devido ao contato lateral com o solo.

## Execução
Para a execução deste tipo de fundação deve-se primeiramente escavar, manual ou com auxílio mecânico, o fuste. Até aí o procedimento é similar ao de uma estaca escavada. Porém, para o alargamento da base, é necessário a descida de um operário até o fundo da escavação. Este funcionário, também chamado de "poceiro", será o responsável por abrir a base até a dimensão especificada em projeto.
Por ser necessário que se desça um poceiro até a base para a execução do tubulão, deve-se tomar alguns cuidados: para evitar desabamentos que possam colocar o operário em risco, deve-se, ainda na fase de projeto, observar a resistência do solo para garantir sua estabilidade. Outro aspecto importante é o nível da água no momento da fundação: Se houver uma grande quantidade de água no tubulão, é impossível realizar o alargamento da base de modo seguro e satisfatório.

## Classificação quanto à execução

### Tubulão a céu aberto
Este é o tipo convencional de tubulão, cujo procedimento é descrito acima.

### Tubulão a ar comprimido
Este tipo é utilizado em locais em que a presença de água impossibilitaria a execução tradicional. Antes do alargamento da base, instala-se um compartimento em torno da fundação. Neste compartimento, será introduzido ar comprimido de forma a impedir a entrada de água no tubulão. O operário então irá descer e trabalhar neste ambiente sob pressão, escavando a base normalmente. Realiza-se então a concretagem e só então é retirado o equipamento de ar comprimido.